# Assalto ao trem pagador da Estrada de Ferro Central do Brasil em Japeri
O assalto ao trem pagador da Estrada de Ferro Central do Brasil foi um crime famoso ocorrido em Japeri, no estado brasileiro do Rio de Janeiro, às 08h30min do dia 14 de junho de 1960. 

## História
Um grupo de criminosos assaltou o trem de pagamentos da antiga Estrada de Ferro Central do Brasil (na época, incorporada à Rede Ferroviária Federal), tendo subtraído uma grande quantia que totalizava Cr$ 27,598 milhões (cruzeiros). Na época, o assalto ao trem pagador foi largamente noticiado pela mídia brasileira, tendo servido de tema para o filme O Assalto ao Trem Pagador, que foi um dos maiores sucessos da história do cinema brasileiro.